# 物部麁鹿火
物部麁鹿火（？—536年，其中「麁」通「麤」），《古事記》作物部荒甲。日本古墳時代豪族。物部氏。官拜大連。
物部麁鹿火初任大連的時間不詳。根據《日本書紀》的記載，在武烈天皇即位之前就已經擔任大連一職。武烈天皇駕崩後，主張迎立繼體天皇。此後與大伴金村一起擔任大連。512年12月，在將任那四縣割讓給百濟之際，麁鹿火被任命為宣敕使準備出使百濟，但在妻子的勸諫下，稱病辭退了這個使命。527年6月，九州島北部地區的筑紫國造磐井發動叛亂（磐井之亂），麁鹿火就任征討將軍，委以筑紫以西地區統治的重任。翌年11月在筑紫國三井郡擊敗並殺死了磐井，平定了磐井之亂。此後在安閒天皇、宣化天皇時代擔任大連一職，536年7月逝世。
根據《新撰姓氏錄》記載，高岡氏是物部麁鹿火的後裔。

## 家族
- 父：物部麻佐良
- 母：須羽直

- 妻：不詳
  - 女：妹古[2]
  - 子：
    - 石弓若子[2]
    - 毛等若子[2]
    - 物部影姬[3]

## 腳註
1. ↑  《古事記》稱他與大伴金村一起討伐竺紫君石井（筑紫君磐井）。
2. 1 2 3  《先代舊事本紀》
3. ↑  《日本書紀》